# Adélia Maria Woellner
Adélia Maria Woellner (Curitiba, 20 de junio de 1940) es una escritora, abogada, poetisa, y profesora universitaria brasileña.
Fueron sus pdres Osvaldo Woellner (1920-1997) y Iolanda Joslin (1920). Obtuvo la licenciatura en Derecho por la Universidad Federal de Paraná. En el período 1973-1985, fue profesora de Derecho Penal, en la Pontificia Universidad Católica de Paraná.

## Honores
- actual ocupante de la silla N.º 15 de la Academia Paranaense de Letras.[3]

- Patrona de la silla N.º 37 de la Academia de Estudios Literarios y Lingüísticos de Anápolis, Goiás

integrante
- de la Academia Paranaense de la Poesía, silla N.º 26,[4]

- del Centro de Letras do Paraná,[5] casa que presidió de 1997 hasta 1999

- del Centro Paranaense Feminino de Cultura, silla N.º 18.[6]

- de la Academia de Letras y Artes de Pato Branco-PR, silla N.º 27

- de la Unión Brasileña de Trovadores, Sección de Curitiba

- de la Asociación de Periodistas y Escritoras de Brasil[2]

- de la “The Internacional Academy of Letters of England”, Grafton Road, Londres, Inglaterra

- del Centro Cultural, Literario y Artístico de la Gazeta de Felgueiras, Felgueiras, Portugal

### Premios
- recibió la “Medalla del Mérito Ferroviario”, concedida por la RFFSA, Río de Janeiro, RJ - 1990[2]

## Algunas obras publicadas
- O Trovismo. 1978.[7]
- Anuário de poetas do Brasil, Volume 3. 1981[8]
- Encontro maior: poesia.[9] 1982
- Uma Viagem pelos trilhos da memória: centenário da Estrada de Ferro do Paraná, 1985[10]
- Avesso meu. 71 pp. 1990.[11]
- Infinite In Me. 1997.[12]
- Para onde vão as andorinhas. 182 pp. 2002[13]
- Luzes no Espelho: Memória do Corpo e da Emoção. 2008[14]